# Demonax drescheri
Demonax drescheri là một loài bọ cánh cứng trong họ Cerambycidae.